# 534 a.C.
Séculos: (Século VII a.C. - Século VI a.C. - Século V a.C.)

## Eventos
- Fim do reinado de Sérvio Túlio, o sexto dos sete reis de Roma.[1]

- Início do reinado de Tarquínio, o Soberbo, o último dos sete reis de Roma.[2]

## Mortes
- Sérvio Túlio, o sexto dos sete reis de Roma.[1]